# Dendroleon esbenpeterseni
Dendroleon esbenpeterseni är en insektsart som beskrevs av Miller och Stange in Miller et al. 1999. Dendroleon esbenpeterseni ingår i släktet Dendroleon och familjen myrlejonsländor. Inga underarter finns listade i Catalogue of Life.